# 华善 (伊尔根觉罗氏)
华善（？—1676年），伊尔根觉罗氏，满洲镶黄旗人，曾任甘肃巡抚，参与平定三藩之乱。

## 生平
华善先祖世居佛阿拉，五世祖塞楞鄂哈思虎时归附努尔哈赤。华善以笔帖式出身，由吏部主事升刑部郎中。顺治十三年（1656年），华善以文官身份随大将军伊尔德南征舟山。两军交战，华善直前冲锋，冒着矢石率先登上敌船，身体数处负伤，腹中一剑，肠子因而外露。华善一手护住伤口，另一手持刀血战，斩二人，伤数人。此时，华善部下陆续登船，俘获敌军百人、船一只。清军主力进而掩杀，获得大胜。战后论功，华善获封云骑尉世职，升太仆寺卿。不久，再升内阁学士兼礼部侍郎。康熙初年，任弘文院学士。
康熙九年（1670年），华善出任甘肃巡抚，上疏请求免去逃荒额赋。时逢西和、礼县爆发大型瘟疫，华善开府库赈灾，并以临近春耕为由，令买耕牛以耕种，然而部议却以违例为由问责，但康熙帝宽免了华善。后来，王辅臣反清，率军攻打兰州，游击董正己响应王辅臣，布政使成额投降，华善与按察使伊图退走永昌，上疏请求以代理提督张勇便宜行事。华善与张勇、王进宝、陈福、孙思克等分路进兵，收复兰州。华善与张勇督兵赴临洮，派部将收复河、洮二州，又督兵攻克巩昌，同时王进宝也攻克兰州，康熙帝发布上谕嘉劳众将。康熙十五年（1676年），华善上疏请求免去临洮、巩昌二府赋税。不久，死于任上。
华善之孙德新，为康熙五十四年（1715年）乙未科进士，官盛京工部侍郎。

## 引注
1. 1 2  赵尔巽等 1998，第9794頁
2. ↑  弘昼 2002，第204頁
3. ↑  鄂尔泰等 1985，第3757頁
4. 1 2 3 4 5 6  鄂尔泰等 1985，第3758頁
5. 1 2 3 4 5 6  赵尔巽等 1998，第9795頁
6. ↑   參: